# Raffaele Lombardo
Pour les articles homonymes, voir Lombardo.
Raffaele Lombardo (né le 29 octobre 1950 à Catane) est une personnalité politique italienne, fondateur du Mouvement pour l'autonomie (MPA). Il est président de la Région sicilienne de 2008 à 2012. 

## Débuts politiques
Médecin à Catane, il est député européen de 1999 à 2008, et préside la province de Catane de 2003 au 12 février 2008.
Il fonde le Mouvement pour les autonomies (MPA) en 2005 afin de créer l'équivalent de la Ligue du Nord dans le Mezziogiorno. 

## Président de la Région sicilienne
Le 24 février 2008, il rend officielle sa candidature à la présidence de la région Sicile, soutenu par le MPA, par le Peuple de la liberté et par l'UDC. En échange de cette investiture, il doit soutenir les candidats de Silvio Berlusconi aux sénatoriales en Campanie et en Calabre. Lors des élections régionales des 13 et 14 avril 2008, il remporte la présidence de la Sicile, avec plus de 60 % des voix et forme le 57e gouvernement régional. 
Il accentue le déficit de l'île, qui atteint en 2012 5,3 milliards d'euros, soit 6 % du PIB sicilien, et accroit son endettement jusqu'à 21 milliards d'euros, notamment par l'embauche de plusieurs milliers de fonctionnaires, cinq fois plus nombreux que dans le Piémont. 
Le 31 juillet 2012, il démissionne à la demande du Président du conseil italien Mario Monti, ce qui entraîne des élections régionales anticipées de l'Assemblée régionale sicilienne, le 28 octobre 2012.
Bien qu'il eût déclaré ne plus vouloir être candidat, il se présente pour les élections générales italiennes de 2013 au Sénat, sur une liste Parti des Siciliens-MpA, mais il n'est pas élu.
Mis en examen pour connivence externe avec la mafia et pour vote d'échange politico-mafieux, en raison de ses rapports avec des représentants de Cosa nostra, le 19 février 2014, le tribunal de Catane le condamne en 1re instance à 6 ans et 8 mois de réclusion criminelle, à l'interdiction de tout mandat public et à un an de liberté surveillée.

### Retour en coulisse
Acquitté en appel le 7 janvier 2022, il ne brigue aucun poste lors des élections municipales de 2022 mais apparaît comme l'un des gagnants du scrutin en Sicile. Ses candidats dans la province de Catane l'emportent en effet à Aci Catena, à Paternò, Randazzo, et il obtient quatre conseillers d'opposition à Sant'Agata li Battiati. La Cour de cassation confirme son acquittement en mars 2023.